# Piskorzowice (województwo świętokrzyskie)
Piskorzowice – wieś w Polsce, położona w województwie świętokrzyskim, w powiecie jędrzejowskim, w gminie Wodzisław.
W latach 1975–1998 Piskorzowice należały administracyjnie do województwa kieleckiego.
Przed 2023 r. miejscowość była częścią wsi Strzeszkowice.